# Белорыбица
Белорыбица (лат. Stenodus leucichthys) — полупроходной вид рыб подсемейства сиговых семейства лососёвых (Salmonidae). Эндемик бассейна Каспийского моря.
Достигает длины 130 см и веса 14 кг. Половой диморфизм выражен слабо, самец по величине уступает самке. Нижняя челюсть несколько длиннее верхней; верхняя доходит до вертикали переднего края глаза. Тело удлинённое, сжатое с боков. Цвет брюха и боков серебристый, спина буровато-голубая, спинной и хвостовой плавники буровато-серые, остальные серые.
Российские ихтиологи различают два подвида: белорыбица (Stenodus leucichthys leucichthys Güldenstädt, 1772), обитающая в бассейне Каспийского моря, и нельма (Stenodus leucichthys nelma Pallas, 1773), которая обитает в реках севера Евразии и Америки, впадающих в Северный Ледовитый океан. Иностранные биологи считают нельму отдельным видом (лат. Stenodus nelma).

## Этимология
Обозначение данной группы рыб отмечается в древнерусском языке — др.-рус. бѣла рыбица, оно возникло вполне очевидно из-за их характерной окраски.

## Распространение
Сведения, приведённые из словаря Брокгауза и Ефрона, устарели, так как подъём белорыбицы выше Калмыкии на Волге практически не отмечается из-за зарегулированности Волги и массового браконьерства. В Урале белорыбица всё ещё встречается до Уральска включительно, но крайне редко, в Урал заходит не более 200—300 половозрелых особей в благоприятные годы (по данным на начало 1990-х годов).
Водится в северной части Каспийского моря, откуда поднималась для метания икры в Волгу и в меньшем количестве в Урал. В Волгу она поднималась очень высоко — до Твери и Ржева, в Оку до Серпухова и Калуги, в Шексну до Белоозера. Но гораздо большее количество белорыбицы подымалось в Каму и её притоки: Уфу, Белую. Время икрометания с точностью неизвестно; по всей вероятности, оно происходило осенью.
Белорыбица входила в Волгу из моря в конце зимы, в феврале и начале марта, перед вскрытием рек; выбирала самые широкие рукава и шла под самым льдом, против сильного течения. В нижней Волге она не оставалась, а, до строительства ГЭС, шла в верхнюю Волгу и особенно в Каму, проводила лето в глубоких местах, осенью нерестилась и возвращалась в море. Молодь белорыбицы почти вовсе была неизвестна волжским рыбакам; по всей вероятности, молодь зимой или в весеннее половодье уходила из рек в море, где и оставалась до достижения зрелого возраста. Образ жизни белорыбицы малоизвестен, вследствие её малочисленности, осторожности и пребывания на глубине; пища её состоит, вероятно, главным образом из мелких рыбок. В Волге, ниже Волгограда, до недавнего времени белорыбица изредка встречалась в затонах и рукавах Волги в период с февраля по март. 
С конца XX века белорыбица больше не размножается в дикой природе из-за утраты естественных нерестилищ и браконьерства. Её популяция полностью зависит от искусственного разведения на рыбозаводах и выпуска молоди. В 1990-е годы в низовья Волги было выпущено около 600 000 мальков белорыбицы, в 2004 году у Волгоградской плотины при контрольном лове было поймано лишь 100 половозрелых особей, вернувшихся из Каспия.

## Использование
Белорыбица составляла предмет ценного промысла, однако по количеству добываемой рыбы улов её был незначителен. По своей ценности белорыбица занимала первое место после осетровых. Её мясо беловатого цвета, удобно режется на пластинки и отличается своим вкусом. Мясо было очень ценно — в виде балыка. В продажу белорыбица шла мороженая или свежепросольная. Внесена в Красную книгу РФ со статусом «исчезающий вид» и международную Красную книгу МСОП.